# Сероскерке (Вере)
Сероскерке (нід. Serooskerke) — село в нідерландській провінції Зеландія. Входить до муніципалітету Вере.
Його площа становить 9,03 км², а населення станом на 2021 рік складало 1 825 осіб.
До 1966 року мало статус окремого муніципалітету.

## Галерея

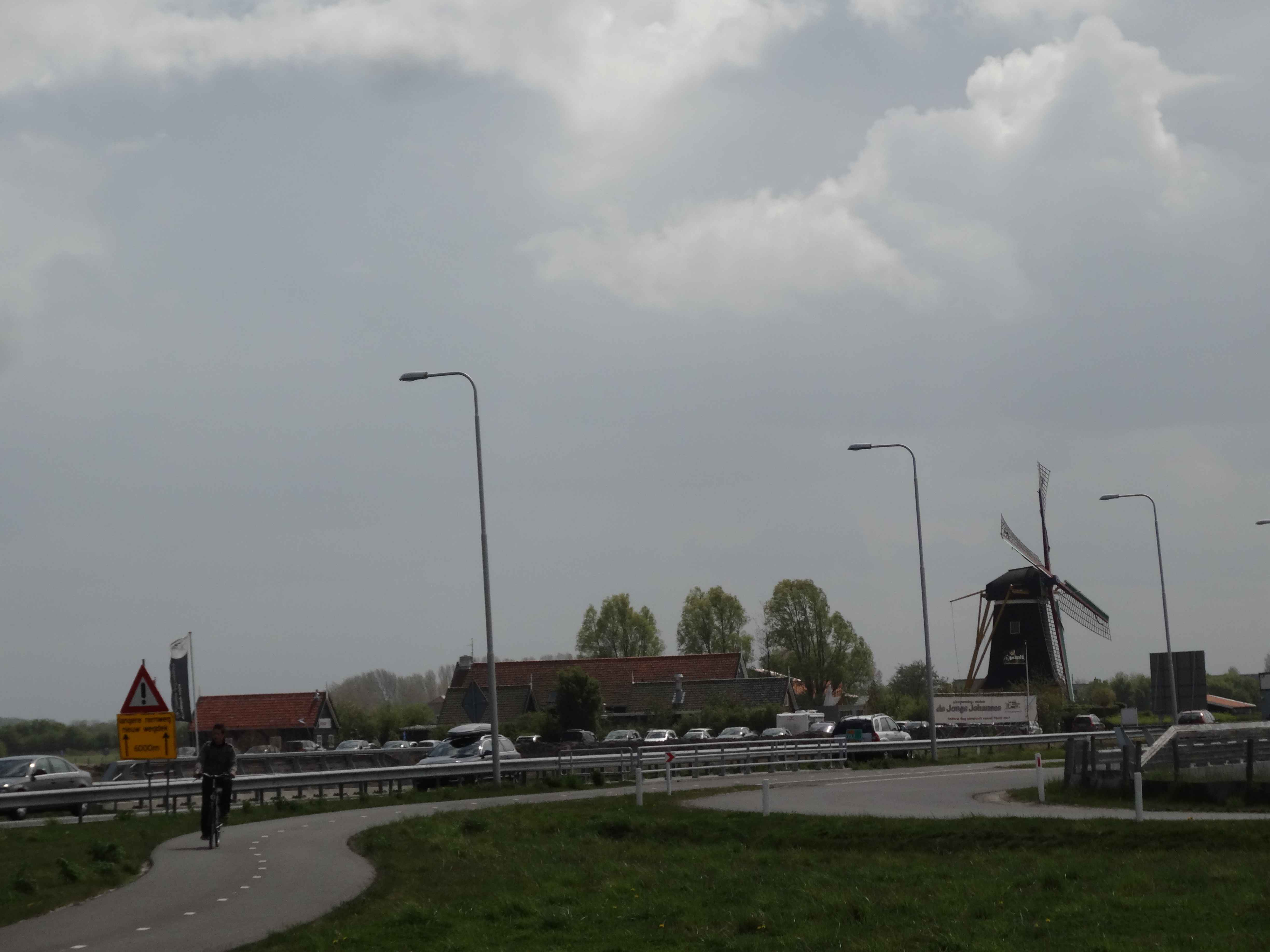
Панорама Сероскерке
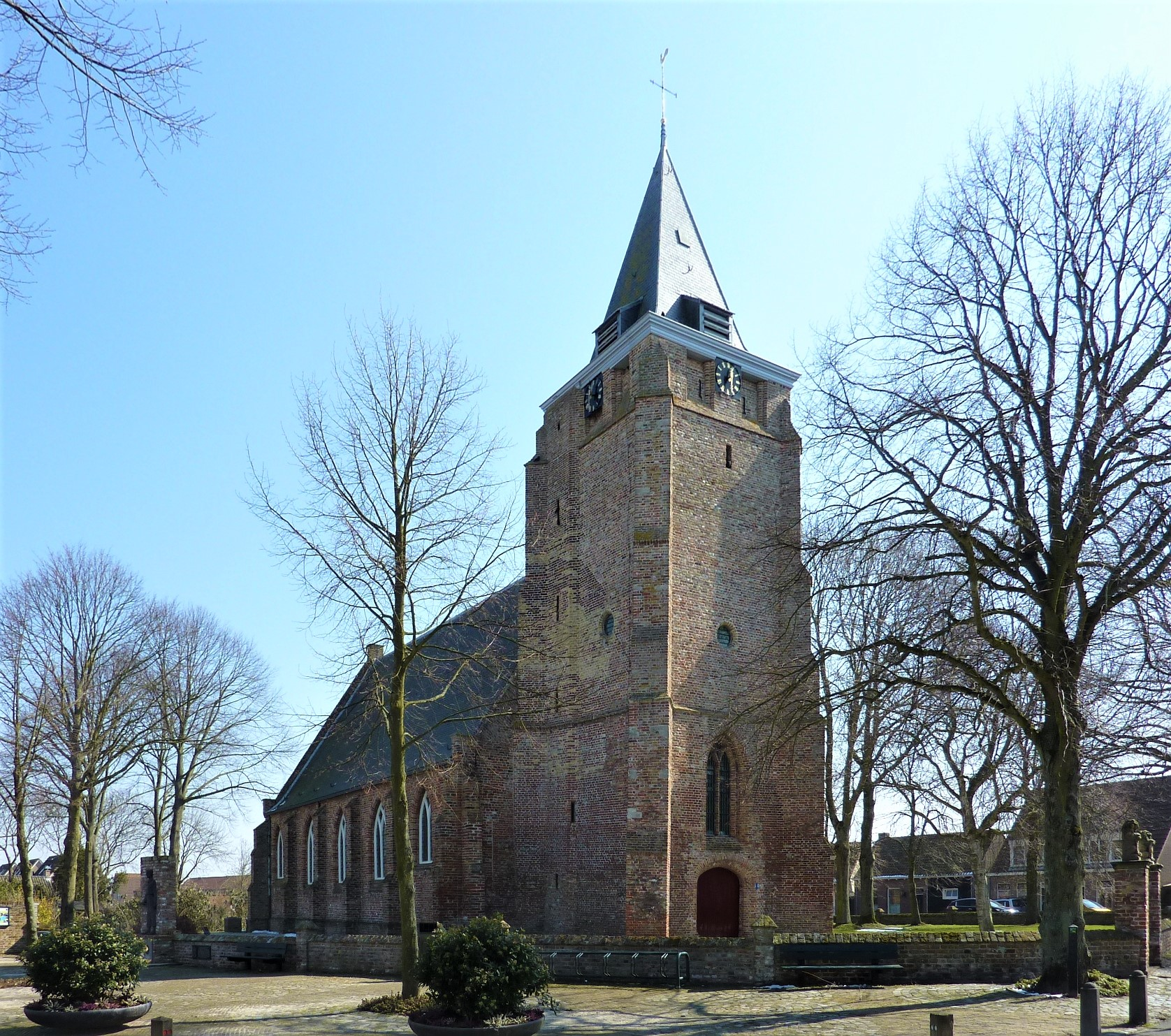
Церква св. Йоганнеса